# Eleições legislativas portuguesas de 2015 no distrito de Aveiro
| Eleições legislativas portuguesas de 2015 Distritos: Aveiro \| Beja \| Braga \| Bragança \| Castelo Branco \| Coimbra \| Évora \| Faro \| Guarda \| Leiria \| Lisboa \| Portalegre \| Porto \| Santarém \| Setúbal \| Viana do Castelo \| Vila Real \| Viseu \| Açores \| Madeira \| Estrangeiro |

## Resultados por concelho
Os resultados nos concelhos do Distrito de Aveiro foram os seguintes:

### Águeda
| Partido                 | Partido                         | Votos  | %               | +/-  |
| ----------------------- | ------------------------------- | ------ | --------------- | ---- |
|                         | Portugal à Frente               | 12 192 | 50,51 / 100,00  | 7,02 |
|                         | Partido Socialista              | 6 727  | 27,87 / 100,00  | 1,08 |
|                         | Bloco de Esquerda               | 2 001  | 8,29 / 100,00   | 4,02 |
|                         | Coligação Democrática Unitária  | 970    | 4,02 / 100,00   | 0,44 |
|                         | Partido Democrático Republicano | 249    | 1,03 / 100,00   | Novo |
|                         | Outros                          | 930    | 3,85 / 100,00   |      |
| Votos Inválidos         | Votos Inválidos                 | 1 068  | 4,43 / 100,00   | 0,27 |
| Total                   | Total                           | 24 137 | 100,00 / 100,00 |      |
| Eleitorado/Participação | Eleitorado/Participação         | 43 445 | 55,56 / 100,00  | 2,44 |

| Freguesia                                        | %     | %     | %    | %    | %    | Votantes |
| Freguesia                                        | PÀF   | PS    | BE   | CDU  | PDR  | Votantes |
| ------------------------------------------------ | ----- | ----- | ---- | ---- | ---- | -------- |
| Aguada de Cima                                   | 56,23 | 25,30 | 6,73 | 2,26 | 1,27 | 1 814    |
| Águeda e Borralha                                | 46,76 | 31,12 | 8,70 | 4,35 | 1,11 | 6 852    |
| Barrô e Aguada de Baixo                          | 57,13 | 24,88 | 6,94 | 1,94 | 0,75 | 1 600    |
| Belazaima do Chão, Castanheira do Vouga e Agadão | 61,04 | 23,97 | 4,66 | 1,66 | 0,89 | 901      |
| Fermentelos                                      | 74,77 | 11,05 | 5,06 | 2,03 | 0,76 | 1 720    |
| Macinhata do Vouga                               | 48,49 | 28,83 | 9,17 | 5,09 | 0,69 | 1 592    |
| Préstimo e Macieira de Alcoba                    | 57,59 | 23,44 | 5,80 | 4,46 | 0,67 | 448      |
| Recardães e Espinhel                             | 44,68 | 30,21 | 9,85 | 3,81 | 1,38 | 3 178    |
| Travassô e Óis da Ribeira                        | 47,59 | 29,14 | 9,03 | 3,09 | 1,19 | 1 263    |
| Trofa, Segadães e Lamas do Vouga                 | 46,85 | 30,13 | 8,77 | 6,00 | 0,99 | 2 416    |
| Valongo do Vouga                                 | 43,99 | 30,26 | 9,86 | 6,12 | 0,85 | 2 353    |
| Águeda                                           | 50,51 | 27,87 | 8,29 | 4,02 | 1,03 | 24 137   |

### Albergaria-a-Velha
| Partido                 | Partido                        | Votos  | %               | +/-  |
| ----------------------- | ------------------------------ | ------ | --------------- | ---- |
|                         | Portugal à Frente              | 6 795  | 54,25 / 100,00  | 9,00 |
|                         | Partido Socialista             | 3 029  | 24,18 / 100,00  | 1,96 |
|                         | Bloco de Esquerda              | 1 045  | 8,34 / 100,00   | 4,47 |
|                         | Coligação Democrática Unitária | 490    | 3,91 / 100,00   | 0,43 |
|                         | Outros                         | 610    | 4,85 / 100,00   |      |
| Votos Inválidos         | Votos Inválidos                | 557    | 4,45 / 100,00   | 0,56 |
| Total                   | Total                          | 12 526 | 100,00 / 100,00 |      |
| Eleitorado/Participação | Eleitorado/Participação        | 22 816 | 54,90 / 100,00  | 2,96 |

| Freguesia                     | %     | %     | %    | %    | Votantes |
| Freguesia                     | PÀF   | PS    | BE   | CDU  | Votantes |
| ----------------------------- | ----- | ----- | ---- | ---- | -------- |
| Albergaria-a-Velha e Valmaior | 52,09 | 25,38 | 8,88 | 4,01 | 5 043    |
| Alquerubim                    | 54,25 | 28,00 | 7,67 | 2,59 | 1 082    |
| Angeja                        | 43,53 | 28,96 | 8,38 | 8,11 | 1 098    |
| Branca                        | 59,99 | 21,37 | 7,18 | 3,08 | 2 827    |
| Ribeira de Fráguas            | 56,46 | 23,37 | 7,26 | 3,20 | 937      |
| São João de Loure e Frossos   | 57,05 | 19,82 | 9,81 | 3,51 | 1 539    |
| Albergaria-a-Velha            | 54,25 | 24,18 | 8,34 | 3,91 | 12 526   |

### Anadia
| Partido                 | Partido                        | Votos  | %               | +/-  |
| ----------------------- | ------------------------------ | ------ | --------------- | ---- |
|                         | Portugal à Frente              | 8 769  | 57,68 / 100,00  | 9,17 |
|                         | Partido Socialista             | 3 379  | 22,23 / 100,00  | 2,88 |
|                         | Bloco de Esquerda              | 1 049  | 6,90 / 100,00   | 2,95 |
|                         | Coligação Democrática Unitária | 488    | 3,21 / 100,00   | 0,22 |
|                         | Outros                         | 719    | 4,74 / 100,00   |      |
| Votos Inválidos         | Votos Inválidos                | 799    | 5,26 / 100,00   | 0,92 |
| Total                   | Total                          | 15 203 | 100,00 / 100,00 |      |
| Eleitorado/Participação | Eleitorado/Participação        | 27 892 | 54,51 / 100,00  | 2,80 |

| Freguesia                                      | %     | %     | %    | %    | Votantes |
| Freguesia                                      | PÀF   | PS    | BE   | CDU  | Votantes |
| ---------------------------------------------- | ----- | ----- | ---- | ---- | -------- |
| Amoreira da Gândara, Paredes do Bairro e Ancas | 64,32 | 16,87 | 6,79 | 2,20 | 1 547    |
| Arcos e Mogofores                              | 47,97 | 27,91 | 9,75 | 5,16 | 3 160    |
| Avelãs de Caminho                              | 51,44 | 27,50 | 6,96 | 2,72 | 589      |
| Avelãs de Cima                                 | 72,13 | 13,76 | 4,88 | 1,83 | 1 148    |
| Moita                                          | 60,18 | 21,10 | 5,48 | 2,94 | 1 223    |
| Sangalhos                                      | 56,40 | 19,21 | 7,59 | 5,12 | 2 108    |
| São Lourenço do Bairro                         | 55,98 | 23,54 | 7,01 | 1,97 | 1 270    |
| Tamengos, Aguim e Óis do Bairro                | 51,98 | 29,05 | 6,17 | 2,56 | 1 718    |
| Vila Nova de Monsarros                         | 52,61 | 29,58 | 4,73 | 2,67 | 825      |
| Vilarinho do Bairro                            | 72,07 | 13,07 | 4,83 | 1,18 | 1 615    |
| Anadia                                         | 57,68 | 22,23 | 6,90 | 3,21 | 15 203   |

### Arouca
| Partido                 | Partido                        | Votos  | %               | +/-  |
| ----------------------- | ------------------------------ | ------ | --------------- | ---- |
|                         | Portugal à Frente              | 7 816  | 65,06 / 100,00  | 3,25 |
|                         | Partido Socialista             | 2 378  | 19,79 / 100,00  | 0,99 |
|                         | Bloco de Esquerda              | 591    | 4,92 / 100,00   | 2,50 |
|                         | Coligação Democrática Unitária | 241    | 2,01 / 100,00   | 0,06 |
|                         | Outros                         | 539    | 4,47 / 100,00   |      |
| Votos Inválidos         | Votos Inválidos                | 449    | 3,73 / 100,00   | 0,06 |
| Total                   | Total                          | 12 014 | 100,00 / 100,00 |      |
| Eleitorado/Participação | Eleitorado/Participação        | 20 694 | 58,06 / 100,00  | 2,54 |

| Freguesia                       | %     | %     | %    | %    | Votantes |
| Freguesia                       | PÀF   | PS    | BE   | CDU  | Votantes |
| ------------------------------- | ----- | ----- | ---- | ---- | -------- |
| Alvarenga                       | 65,05 | 21,68 | 4,21 | 1,09 | 641      |
| Arouca e Burgo                  | 58,57 | 24,69 | 5,58 | 2,52 | 2 742    |
| Cabreiros e Albergaria da Serra | 36,04 | 49,55 | 5,41 | 0    | 111      |
| Canelas e Espiunca              | 73,36 | 14,84 | 3,37 | 1,35 | 593      |
| Chave                           | 59,01 | 21,37 | 7,66 | 2,28 | 744      |
| Covelo de Paivó e Janarde       | 72,26 | 19,71 | 1,46 | 1,46 | 137      |
| Escariz                         | 67,69 | 17,87 | 4,23 | 1,23 | 1 136    |
| Fermedo                         | 67,59 | 18,78 | 5,29 | 2,78 | 719      |
| Mansores                        | 78,39 | 10,57 | 2,21 | 0,95 | 634      |
| Moldes                          | 60,45 | 26,21 | 3,48 | 2,27 | 660      |
| Rossas                          | 69,75 | 13,50 | 5,02 | 3,79 | 896      |
| Santa Eulália                   | 64,95 | 18,79 | 5,23 | 2,37 | 1 224    |
| São Miguel do Mato              | 79,54 | 13,26 | 2,02 | 0,58 | 347      |
| Tropeço                         | 61,64 | 18,66 | 8,39 | 1,20 | 584      |
| Urrô                            | 69,64 | 15,18 | 4,29 | 1,25 | 560      |
| Várzea                          | 63,99 | 22,38 | 4,90 | 1,40 | 286      |
| Arouca                          | 65,06 | 19,79 | 4,92 | 2,01 | 12 014   |

### Aveiro
| Partido                 | Partido                         | Votos  | %               | +/-   |
| ----------------------- | ------------------------------- | ------ | --------------- | ----- |
|                         | Portugal à Frente               | 18 096 | 45,41 / 100,00  | 14,94 |
|                         | Partido Socialista              | 10 713 | 26,88 / 100,00  | 6,43  |
|                         | Bloco de Esquerda               | 4 639  | 11,64 / 100,00  | 5,56  |
|                         | Coligação Democrática Unitária  | 1 902  | 4,77 / 100,00   | 0,40  |
|                         | Pessoas–Animais–Natureza        | 542    | 1,36 / 100,00   | 0,13  |
|                         | Partido Democrático Republicano | 482    | 1,21 / 100,00   | Novo  |
|                         | Outros                          | 1 637  | 4,11 / 100,00   |       |
| Votos Inválidos         | Votos Inválidos                 | 1 837  | 4,61 / 100,00   | 0,16  |
| Total                   | Total                           | 39 848 | 100,00 / 100,00 |       |
| Eleitorado/Participação | Eleitorado/Participação         | 70 329 | 56,66 / 100,00  | 3,42  |

| Freguesia                                 | %     | %     | %     | %    | %    | %    | Votantes |
| Freguesia                                 | PÀF   | PS    | BE    | CDU  | PAN  | PDR  | Votantes |
| ----------------------------------------- | ----- | ----- | ----- | ---- | ---- | ---- | -------- |
| Aradas                                    | 50,91 | 24,24 | 10,22 | 3,18 | 1,46 | 1,01 | 4 463    |
| Cacia                                     | 39,98 | 27,68 | 13,88 | 5,65 | 1,05 | 1,39 | 3 537    |
| Eixo e Eirol                              | 45,35 | 25,51 | 13,23 | 4,06 | 1,39 | 1,78 | 3 030    |
| Esgueira                                  | 37,44 | 30,84 | 13,46 | 6,27 | 1,34 | 1,73 | 6 427    |
| Glória e Vera Cruz                        | 40,81 | 30,41 | 12,24 | 5,84 | 1,60 | 0,89 | 10 436   |
| Oliveirinha                               | 60,35 | 17,65 | 8,63  | 2,45 | 0,99 | 1,07 | 2 328    |
| Requeixo, Nossa Senhora de Fátima e Nariz | 69,33 | 13,82 | 6,11  | 1,87 | 0,62 | 0,67 | 2 243    |
| Santa Joana                               | 46,24 | 26,71 | 11,17 | 4,99 | 1,41 | 1,22 | 4 111    |
| São Bernardo                              | 49,29 | 24,98 | 10,64 | 3,59 | 1,57 | 1,17 | 2 810    |
| São Jacinto                               | 27,00 | 43,63 | 11,45 | 4,32 | 1,30 | 1,51 | 463      |
| Aveiro                                    | 45,41 | 26,88 | 11,64 | 4,77 | 1,36 | 1,21 | 39 848   |

### Castelo de Paiva
| Partido                 | Partido                        | Votos  | %               | +/-  |
| ----------------------- | ------------------------------ | ------ | --------------- | ---- |
|                         | Portugal à Frente              | 3 933  | 46,12 / 100,00  | 5,49 |
|                         | Partido Socialista             | 3 067  | 35,96 / 100,00  | 1,24 |
|                         | Bloco de Esquerda              | 665    | 7,80 / 100,00   | 4,30 |
|                         | Coligação Democrática Unitária | 239    | 2,80 / 100,00   | 0,49 |
|                         | Outros                         | 339    | 4,00 / 100,00   |      |
| Votos Inválidos         | Votos Inválidos                | 285    | 3,34 / 100,00   | 0,32 |
| Total                   | Total                          | 8 528  | 100,00 / 100,00 |      |
| Eleitorado/Participação | Eleitorado/Participação        | 14 572 | 58,52 / 100,00  | 0,07 |

| Freguesia                 | %     | %     | %     | %    | Votantes |
| Freguesia                 | PÀF   | PS    | BE    | CDU  | Votantes |
| ------------------------- | ----- | ----- | ----- | ---- | -------- |
| Fornos                    | 40,56 | 43,60 | 6,08  | 2,41 | 789      |
| Raiva, Pedorido e Paraíso | 37,48 | 38,66 | 11,37 | 4,03 | 2 305    |
| Real                      | 41,42 | 42,50 | 6,80  | 2,78 | 647      |
| Santa Maria de Sardoura   | 52,40 | 33,00 | 5,26  | 1,93 | 1 294    |
| São Martinho de Sardoura  | 57,72 | 27,97 | 6,83  | 2,62 | 1 069    |
| Sobrado e Bairros         | 48,93 | 34,28 | 7,01  | 2,31 | 2 424    |
| Castelo de Paiva          | 46,12 | 35,96 | 7,80  | 2,80 | 8 528    |

### Espinho
| Partido                 | Partido                         | Votos  | %               | +/-   |
| ----------------------- | ------------------------------- | ------ | --------------- | ----- |
|                         | Portugal à Frente               | 7 125  | 37,83 / 100,00  | 11,69 |
|                         | Partido Socialista              | 6 436  | 34,17 / 100,00  | 4,87  |
|                         | Bloco de Esquerda               | 1 920  | 10,19 / 100,00  | 4,51  |
|                         | Coligação Democrática Unitária  | 1 518  | 8,06 / 100,00   | 0,04  |
|                         | PCTP/MRPP                       | 235    | 1,25 / 100,00   | 0,16  |
|                         | Pessoas–Animais–Natureza        | 216    | 1,15 / 100,00   | 0,29  |
|                         | Partido Democrático Republicano | 204    | 1,08 / 100,00   | Novo  |
|                         | Outros                          | 482    | 2,57 / 100,00   |       |
| Votos Inválidos         | Votos Inválidos                 | 700    | 3,72 / 100,00   | 0,02  |
| Total                   | Total                           | 18 836 | 100,00 / 100,00 |       |
| Eleitorado/Participação | Eleitorado/Participação         | 30 224 | 62,32 / 100,00  | 3,33  |

| Freguesia     | %     | %     | %     | %     | %    | %    | %    | Votantes |
| Freguesia     | PÀF   | PS    | BE    | CDU   | PCTP | PAN  | PDR  | Votantes |
| ------------- | ----- | ----- | ----- | ----- | ---- | ---- | ---- | -------- |
| Anta e Guetim | 38,93 | 32,20 | 10,85 | 7,83  | 1,20 | 1,00 | 0,94 | 6 931    |
| Espinho       | 44,37 | 29,53 | 9,64  | 6,85  | 0,81 | 1,58 | 1,27 | 6 390    |
| Paramos       | 31,16 | 38,16 | 11,70 | 8,64  | 2,19 | 1,04 | 1,15 | 1 829    |
| Silvalde      | 27,73 | 43,92 | 9,17  | 10,28 | 1,63 | 0,73 | 1,00 | 3 686    |
| Espinho       | 37,83 | 34,17 | 10,19 | 8,06  | 1,25 | 1,15 | 1,08 | 18 836   |

### Estarreja
| Partido                 | Partido                         | Votos  | %               | +/-   |
| ----------------------- | ------------------------------- | ------ | --------------- | ----- |
|                         | Portugal à Frente               | 6 124  | 47,79 / 100,00  | 12,01 |
|                         | Partido Socialista              | 3 343  | 26,09 / 100,00  | 4,11  |
|                         | Bloco de Esquerda               | 1 172  | 9,15 / 100,00   | 4,04  |
|                         | Coligação Democrática Unitária  | 787    | 6,14 / 100,00   | 0,89  |
|                         | PCTP/MRPP                       | 171    | 1,33 / 100,00   | 0,44  |
|                         | Partido Democrático Republicano | 145    | 1,13 / 100,00   | Novo  |
|                         | Outros                          | 472    | 3,68 / 100,00   |       |
| Votos Inválidos         | Votos Inválidos                 | 601    | 4,69 / 100,00   | 0,48  |
| Total                   | Total                           | 12 815 | 100,00 / 100,00 |       |
| Eleitorado/Participação | Eleitorado/Participação         | 24 508 | 52,29 / 100,00  | 2,14  |

| Freguesia         | %     | %     | %     | %    | %    | %    | Votantes |
| Freguesia         | PÀF   | PS    | BE    | CDU  | PCTP | PDR  | Votantes |
| ----------------- | ----- | ----- | ----- | ---- | ---- | ---- | -------- |
| Avanca            | 44,29 | 28,24 | 10,52 | 5,13 | 1,44 | 1,41 | 2 985    |
| Beduído e Veiros  | 46,26 | 27,44 | 8,93  | 6,76 | 1,22 | 0,98 | 4 691    |
| Canelas e Fermelã | 47,63 | 22,96 | 11,48 | 5,80 | 1,25 | 1,78 | 1 516    |
| Pardilhó          | 50,18 | 23,73 | 7,14  | 9,62 | 2,01 | 0,71 | 1 694    |
| Salreu            | 54,95 | 24,00 | 7,47  | 3,42 | 0,93 | 0,93 | 1 929    |
| Estarreja         | 47,79 | 26,09 | 9,15  | 6,14 | 1,33 | 1,13 | 12 815   |

### Ílhavo
| Partido                 | Partido                         | Votos  | %               | +/-   |
| ----------------------- | ------------------------------- | ------ | --------------- | ----- |
|                         | Portugal à Frente               | 8 242  | 47,41 / 100,00  | 14,04 |
|                         | Partido Socialista              | 4 303  | 24,75 / 100,00  | 4,65  |
|                         | Bloco de Esquerda               | 1 932  | 11,11 / 100,00  | 5,50  |
|                         | Coligação Democrática Unitária  | 801    | 4,61 / 100,00   | 0,36  |
|                         | Pessoas–Animais–Natureza        | 249    | 1,43 / 100,00   | 0,24  |
|                         | Partido Democrático Republicano | 237    | 1,36 / 100,00   | Novo  |
|                         | Outros                          | 769    | 4,43 / 100,00   |       |
| Votos Inválidos         | Votos Inválidos                 | 851    | 4,89 / 100,00   | 0,24  |
| Total                   | Total                           | 17 384 | 100,00 / 100,00 |       |
| Eleitorado/Participação | Eleitorado/Participação         | 36 104 | 48,15 / 100,00  | 3,86  |

| Freguesia             | %     | %     | %     | %    | %    | %    | Votantes |
| Freguesia             | PÀF   | PS    | BE    | CDU  | PAN  | PDR  | Votantes |
| --------------------- | ----- | ----- | ----- | ---- | ---- | ---- | -------- |
| Gafanha da Encarnação | 55,37 | 18,53 | 9,27  | 3,83 | 1,20 | 1,71 | 2 169    |
| Gafanha da Nazaré     | 47,15 | 22,96 | 12,07 | 5,01 | 1,49 | 1,58 | 6 721    |
| Gafanha do Carmo      | 53,68 | 23,86 | 8,18  | 3,19 | 0,83 | 2,64 | 721      |
| Ílhavo (São Salvador) | 44,83 | 28,12 | 11,08 | 4,61 | 1,51 | 0,96 | 7 773    |
| Ílhavo                | 47,41 | 24,75 | 11,11 | 4,61 | 1,43 | 1,36 | 17 384   |

### Mealhada
| Partido                 | Partido                         | Votos  | %               | +/-   |
| ----------------------- | ------------------------------- | ------ | --------------- | ----- |
|                         | Partido Socialista              | 3 754  | 37,65 / 100,00  | 2,80  |
|                         | Portugal à Frente               | 3 413  | 34,23 / 100,00  | 10,65 |
|                         | Bloco de Esquerda               | 1 033  | 10,36 / 100,00  | 4,77  |
|                         | Coligação Democrática Unitária  | 688    | 6,90 / 100,00   | 0,62  |
|                         | Partido Democrático Republicano | 133    | 1,33 / 100,00   | Novo  |
|                         | PCTP/MRPP                       | 104    | 1,04 / 100,00   | 0,13  |
|                         | Outros                          | 372    | 3,72 / 100,00   |       |
| Votos Inválidos         | Votos Inválidos                 | 473    | 4,74 / 100,00   | 0,10  |
| Total                   | Total                           | 9 970  | 100,00 / 100,00 |       |
| Eleitorado/Participação | Eleitorado/Participação         | 18 669 | 53,40 / 100,00  | 1,60  |

| Freguesia                           | %     | %     | %     | %     | %    | %    | Votantes |
| Freguesia                           | PS    | PÀF   | BE    | CDU   | PDR  | PCTP | Votantes |
| ----------------------------------- | ----- | ----- | ----- | ----- | ---- | ---- | -------- |
| Barcouço                            | 37,51 | 33,00 | 10,03 | 7,92  | 1,00 | 1,20 | 997      |
| Casal Comba                         | 40,17 | 33,66 | 11,00 | 5,66  | 1,04 | 0,72 | 1 536    |
| Luso                                | 37,09 | 33,01 | 10,30 | 8,25  | 1,06 | 1,06 | 1 321    |
| Mealhada, Ventosa do Bairro e Antes | 34,97 | 39,99 | 9,10  | 4,83  | 1,51 | 1,19 | 3 186    |
| Pampilhosa                          | 38,83 | 27,23 | 11,96 | 10,33 | 1,73 | 0,81 | 1 965    |
| Vacariça                            | 41,04 | 33,37 | 10,67 | 5,80  | 1,14 | 1,35 | 965      |
| Mealhada                            | 37,65 | 34,23 | 10,36 | 6,90  | 1,33 | 1,04 | 9 970    |

### Murtosa
| Partido                 | Partido                        | Votos | %               | +/-  |
| ----------------------- | ------------------------------ | ----- | --------------- | ---- |
|                         | Portugal à Frente              | 2 742 | 62,89 / 100,00  | 9,73 |
|                         | Partido Socialista             | 811   | 18,60 / 100,00  | 4,55 |
|                         | Bloco de Esquerda              | 269   | 6,17 / 100,00   | 3,08 |
|                         | Coligação Democrática Unitária | 139   | 3,19 / 100,00   | 0,03 |
|                         | Outros                         | 213   | 4,89 / 100,00   |      |
| Votos Inválidos         | Votos Inválidos                | 186   | 4,26 / 100,00   | 0,93 |
| Total                   | Total                          | 4 360 | 100,00 / 100,00 |      |
| Eleitorado/Participação | Eleitorado/Participação        | 9 846 | 44,28 / 100,00  | 2,91 |

| Freguesia | %     | %     | %    | %    | Votantes |
| Freguesia | PÀF   | PS    | BE   | CDU  | Votantes |
| --------- | ----- | ----- | ---- | ---- | -------- |
| Bunheiro  | 64,80 | 18,09 | 4,14 | 3,65 | 1 233    |
| Monte     | 63,26 | 20,47 | 6,82 | 2,79 | 645      |
| Murtosa   | 66,16 | 15,97 | 5,37 | 2,65 | 1 321    |
| Torreira  | 56,93 | 21,10 | 8,87 | 3,53 | 1 161    |
| Murtosa   | 62,89 | 18,60 | 6,17 | 3,19 | 4 360    |

### Oliveira de Azeméis
| Partido                 | Partido                         | Votos  | %               | +/-  |
| ----------------------- | ------------------------------- | ------ | --------------- | ---- |
|                         | Portugal à Frente               | 17 213 | 47,81 / 100,00  | 7,32 |
|                         | Partido Socialista              | 10 763 | 29,89 / 100,00  | 0,76 |
|                         | Bloco de Esquerda               | 3 403  | 9,45 / 100,00   | 4,47 |
|                         | Coligação Democrática Unitária  | 1 103  | 3,06 / 100,00   | 0,14 |
|                         | Partido Democrático Republicano | 507    | 1,41 / 100,00   | Novo |
|                         | Outros                          | 1 647  | 4,59 / 100,00   |      |
| Votos Inválidos         | Votos Inválidos                 | 1 370  | 3,80 / 100,00   | 0,23 |
| Total                   | Total                           | 36 006 | 100,00 / 100,00 |      |
| Eleitorado/Participação | Eleitorado/Participação         | 60 798 | 59,22 / 100,00  | 2,10 |

| Freguesia                               | %     | %     | %     | %    | %    | Votantes |
| Freguesia                               | PÀF   | PS    | BE    | CDU  | PDR  | Votantes |
| --------------------------------------- | ----- | ----- | ----- | ---- | ---- | -------- |
| Carregosa                               | 55,70 | 21,48 | 8,24  | 2,81 | 1,94 | 1 955    |
| Cesar                                   | 49,70 | 28,04 | 8,59  | 3,58 | 1,85 | 1 676    |
| Fajões                                  | 56,08 | 22,83 | 7,78  | 3,79 | 1,74 | 1 555    |
| Loureiro                                | 62,49 | 21,45 | 6,92  | 1,27 | 1,06 | 1 893    |
| Macieira de Sarnes                      | 38,06 | 34,38 | 9,61  | 6,64 | 2,24 | 1 114    |
| Nogueira do Cravo e Pindelo             | 45,02 | 30,98 | 8,77  | 5,00 | 1,80 | 2 941    |
| Oliveira de Azeméis                     | 46,69 | 29,36 | 10,86 | 3,08 | 1,22 | 10 517   |
| Ossela                                  | 52,63 | 25,59 | 9,98  | 2,36 | 1,27 | 1 102    |
| Pinheiro da Bemposta, Travanca e Palmaz | 52,70 | 28,20 | 7,95  | 1,97 | 0,98 | 3 763    |
| São Martinho da Gândara                 | 49,86 | 32,55 | 8,21  | 1,98 | 0,18 | 1 109    |
| São Roque                               | 43,65 | 33,38 | 10,02 | 2,28 | 1,88 | 2 813    |
| Vila de Cucujães                        | 40,12 | 37,48 | 10,00 | 3,13 | 1,42 | 5 568    |
| Oliveira de Azeméis                     | 47,81 | 29,89 | 9,45  | 3,06 | 1,41 | 36 006   |

### Oliveira do Bairro
| Partido                 | Partido                         | Votos  | %               | +/-  |
| ----------------------- | ------------------------------- | ------ | --------------- | ---- |
|                         | Portugal à Frente               | 7 811  | 68,55 / 100,00  | 9,39 |
|                         | Partido Socialista              | 1 596  | 14,01 / 100,00  | 2,34 |
|                         | Bloco de Esquerda               | 711    | 6,24 / 100,00   | 3,34 |
|                         | Coligação Democrática Unitária  | 237    | 2,08 / 100,00   | 0,24 |
|                         | Partido Democrático Republicano | 118    | 1,04 / 100,00   | Novo |
|                         | Outros                          | 436    | 3,57 / 100,00   |      |
| Votos Inválidos         | Votos Inválidos                 | 485    | 4,26 / 100,00   | 1,14 |
| Total                   | Total                           | 11 394 | 100,00 / 100,00 |      |
| Eleitorado/Participação | Eleitorado/Participação         | 21 156 | 53,86 / 100,00  | 3,78 |

| Freguesia                     | %     | %     | %    | %    | %    | Votantes |
| Freguesia                     | PÀF   | PS    | BE   | CDU  | PDR  | Votantes |
| ----------------------------- | ----- | ----- | ---- | ---- | ---- | -------- |
| Bustos, Troviscal e Mamarrosa | 72,24 | 12,30 | 4,30 | 2,05 | 1,20 | 3 415    |
| Oiã                           | 65,87 | 14,71 | 7,78 | 2,50 | 0,91 | 3 636    |
| Oliveira do Bairro            | 63,80 | 16,80 | 7,51 | 2,33 | 1,13 | 2 917    |
| Palhaça                       | 76,30 | 10,59 | 4,35 | 0,56 | 0,77 | 1 426    |
| Oliveira do Bairro            | 68,55 | 14,01 | 6,24 | 2,08 | 1,04 | 11 394   |

### Ovar
| Partido                 | Partido                         | Votos  | %               | +/-  |
| ----------------------- | ------------------------------- | ------ | --------------- | ---- |
|                         | Portugal à Frente               | 10 962 | 38,33 / 100,00  | 8,67 |
|                         | Partido Socialista              | 9 075  | 31,74 / 100,00  | 0,52 |
|                         | Bloco de Esquerda               | 3 546  | 12,40 / 100,00  | 5,57 |
|                         | Coligação Democrática Unitária  | 2 040  | 7,13 / 100,00   | 0,24 |
|                         | Partido Democrático Republicano | 402    | 1,41 / 100,00   | Novo |
|                         | PCTP/MRPP                       | 340    | 1,19 / 100,00   | 0,12 |
|                         | Outros                          | 1 067  | 3,75 / 100,00   |      |
| Votos Inválidos         | Votos Inválidos                 | 1 164  | 4,07 / 100,00   | 0,19 |
| Total                   | Total                           | 28 596 | 100,00 / 100,00 |      |
| Eleitorado/Participação | Eleitorado/Participação         | 50 040 | 57,15 / 100,00  | 1,65 |

| Freguesia | %     | %     | %     | %    | %    | %    | Votantes |
| Freguesia | PÀF   | PS    | BE    | CDU  | PDR  | PCTP | Votantes |
| --------- | ----- | ----- | ----- | ---- | ---- | ---- | -------- |
| Cortegaça | 39,20 | 34,26 | 10,35 | 5,88 | 0,94 | 1,51 | 2 125    |
| Esmoriz   | 42,39 | 31,14 | 12,08 | 5,24 | 1,08 | 0,91 | 6 275    |
| Maceda    | 33,83 | 38,00 | 11,68 | 6,02 | 1,62 | 1,21 | 1 729    |
| Ovar      | 36,19 | 30,87 | 13,28 | 8,44 | 1,64 | 1,26 | 15 343   |
| Válega    | 42,61 | 31,98 | 10,53 | 5,99 | 1,09 | 1,18 | 3 124    |
| Ovar      | 38,33 | 31,74 | 12,40 | 7,13 | 1,41 | 1,19 | 28 596   |

### Santa Maria da Feira
| Partido                 | Partido                         | Votos   | %               | +/-  |
| ----------------------- | ------------------------------- | ------- | --------------- | ---- |
|                         | Portugal à Frente               | 31 701  | 43,14 / 100,00  | 6,72 |
|                         | Partido Socialista              | 23 611  | 32,13 / 100,00  | 0,56 |
|                         | Bloco de Esquerda               | 7 899   | 10,75 / 100,00  | 4,89 |
|                         | Coligação Democrática Unitária  | 3 003   | 4,09 / 100,00   | 0,22 |
|                         | Partido Democrático Republicano | 1 097   | 1,49 / 100,00   | Novo |
|                         | PCTP/MRPP                       | 740     | 1,01 / 100,00   | 0,06 |
|                         | Outros                          | 2 680   | 3,64 / 100,00   |      |
| Votos Inválidos         | Votos Inválidos                 | 2 751   | 3,75 / 100,00   | 0,23 |
| Total                   | Total                           | 73 482  | 100,00 / 100,00 |      |
| Eleitorado/Participação | Eleitorado/Participação         | 126 165 | 58,24 / 100,00  | 2,50 |

| Freguesia                       | %     | %     | %     | %     | %    | %    | Votantes |
| Freguesia                       | PÀF   | PS    | BE    | CDU   | PDR  | PCTP | Votantes |
| ------------------------------- | ----- | ----- | ----- | ----- | ---- | ---- | -------- |
| Argoncilhe                      | 46,25 | 29,84 | 10,15 | 3,60  | 1,30 | 1,04 | 4 612    |
| Arrifana                        | 38,91 | 38,04 | 9,66  | 3,73  | 1,62 | 0,84 | 3 218    |
| Caldas de São Jorge e Pigeiros  | 40,08 | 34,62 | 9,27  | 4,75  | 1,60 | 1,22 | 2 126    |
| Canedo, Vale e Vila Maior       | 56,62 | 22,25 | 8,75  | 3,39  | 1,37 | 0,98 | 4 391    |
| Escapães                        | 40,94 | 33,12 | 12,26 | 3,82  | 1,20 | 0,97 | 1 754    |
| Fiães                           | 37,41 | 35,43 | 11,75 | 5,63  | 1,23 | 1,09 | 4 135    |
| Fornos                          | 43,18 | 30,74 | 10,77 | 4,66  | 1,73 | 1,32 | 1 737    |
| Lobão, Gião, Louredo e Guisande | 51,70 | 27,68 | 8,34  | 2,20  | 1,41 | 0,79 | 4 963    |
| Lourosa                         | 39,78 | 36,24 | 10,88 | 2,83  | 1,88 | 1,27 | 4 633    |
| Milheirós de Poiares            | 39,18 | 36,34 | 9,22  | 4,41  | 1,27 | 1,06 | 1 973    |
| Mozelos                         | 38,55 | 33,67 | 12,23 | 5,21  | 1,52 | 1,34 | 3 956    |
| Nogueira da Regedoura           | 42,86 | 30,46 | 12,84 | 4,43  | 1,31 | 1,12 | 3 208    |
| Paços de Brandão                | 48,94 | 27,47 | 10,32 | 3,80  | 1,25 | 0,77 | 2 869    |
| Rio Meão                        | 43,61 | 33,00 | 10,22 | 4,24  | 1,60 | 0,75 | 2 809    |
| Romariz                         | 51,33 | 30,17 | 6,15  | 1,86  | 2,61 | 0,62 | 1 611    |
| Sanguedo                        | 46,74 | 30,01 | 10,81 | 3,84  | 1,21 | 0,77 | 1 823    |
| Santa Maria da Feira            | 43,81 | 30,35 | 11,75 | 4,12  | 1,58 | 0,63 | 9 705    |
| Santa Maria de Lamas            | 42,29 | 34,16 | 10,99 | 3,20  | 1,22 | 1,46 | 2 939    |
| São João de Ver                 | 37,13 | 35,85 | 12,55 | 4,55  | 1,85 | 1,18 | 5 252    |
| São Miguel do Souto e Mosteirô  | 38,64 | 35,69 | 12,17 | 3,24  | 1,50 | 0,92 | 3 460    |
| São Paio de Oleiros             | 34,27 | 35,70 | 10,10 | 10,31 | 0,95 | 1,65 | 2 308    |
| Santa Maria da Feira            | 43,14 | 32,13 | 10,75 | 4,09  | 1,49 | 1,01 | 73 482   |

### São João da Madeira
| Partido                 | Partido                         | Votos  | %               | +/-  |
| ----------------------- | ------------------------------- | ------ | --------------- | ---- |
|                         | Portugal à Frente               | 4 733  | 39,85 / 100,00  | 9,79 |
|                         | Partido Socialista              | 4 037  | 33,99 / 100,00  | 2,53 |
|                         | Bloco de Esquerda               | 1 268  | 10,68 / 100,00  | 4,85 |
|                         | Coligação Democrática Unitária  | 663    | 5,58 / 100,00   | 0,14 |
|                         | Partido Democrático Republicano | 164    | 1,38 / 100,00   | Novo |
|                         | Pessoas–Animais–Natureza        | 160    | 1,35 / 100,00   | 0,48 |
|                         | Outros                          | 409    | 3,45 / 100,00   |      |
| Votos Inválidos         | Votos Inválidos                 | 442    | 3,72 / 100,00   | 0,44 |
| Total                   | Total                           | 11 876 | 100,00 / 100,00 |      |
| Eleitorado/Participação | Eleitorado/Participação         | 20 320 | 58,44 / 100,00  | 2,74 |

| Freguesia           | %     | %     | %     | %    | %    | %    | Votantes |
| Freguesia           | PÀF   | PS    | BE    | CDU  | PDR  | PAN  | Votantes |
| ------------------- | ----- | ----- | ----- | ---- | ---- | ---- | -------- |
| São João da Madeira | 39,85 | 33,99 | 10,68 | 5,58 | 1,38 | 1,35 | 11 876   |
| São João da Madeira | 39,85 | 33,99 | 10,68 | 5,58 | 1,38 | 1,35 | 11 876   |

### Sever do Vouga
| Partido                 | Partido                        | Votos  | %               | +/-  |
| ----------------------- | ------------------------------ | ------ | --------------- | ---- |
|                         | Portugal à Frente              | 4 351  | 63,87 / 100,00  | 8,30 |
|                         | Partido Socialista             | 1 254  | 18,41 / 100,00  | 1,89 |
|                         | Bloco de Esquerda              | 441    | 6,47 / 100,00   | 3,60 |
|                         | Coligação Democrática Unitária | 167    | 2,45 / 100,00   | 0,46 |
|                         | Outros                         | 333    | 4,89 / 100,00   |      |
| Votos Inválidos         | Votos Inválidos                | 266    | 3,91 / 100,00   | 0,54 |
| Total                   | Total                          | 6 812  | 100,00 / 100,00 |      |
| Eleitorado/Participação | Eleitorado/Participação        | 11 496 | 59,26 / 100,00  | 3,75 |

| Freguesia               | %     | %     | %    | %    | Votantes |
| Freguesia               | PÀF   | PS    | BE   | CDU  | Votantes |
| ----------------------- | ----- | ----- | ---- | ---- | -------- |
| Cedrim e Paradela       | 69,20 | 14,66 | 4,77 | 2,05 | 880      |
| Couto de Esteves        | 69,92 | 17,24 | 4,21 | 0,96 | 522      |
| Pessegueiro do Vouga    | 65,38 | 16,79 | 7,17 | 2,17 | 1 060    |
| Rocas do Vouga          | 62,40 | 20,09 | 6,62 | 3,25 | 891      |
| Sever do Vouga          | 61,31 | 18,36 | 7,25 | 2,98 | 1 476    |
| Silva Escura e Dornelas | 60,52 | 18,69 | 7,90 | 2,74 | 1 241    |
| Talhadas                | 63,61 | 23,58 | 4,99 | 1,89 | 742      |
| Sever do Vouga          | 63,87 | 18,14 | 6,47 | 2,45 | 6 812    |

### Vagos
| Partido                 | Partido                         | Votos  | %               | +/-   |
| ----------------------- | ------------------------------- | ------ | --------------- | ----- |
|                         | Portugal à Frente               | 7 947  | 70,72 / 100,00  | 11,04 |
|                         | Partido Socialista              | 1 431  | 12,73 / 100,00  | 3,36  |
|                         | Bloco de Esquerda               | 662    | 5,89 / 100,00   | 3,48  |
|                         | Coligação Democrática Unitária  | 211    | 1,88 / 100,00   | 0,56  |
|                         | Partido Democrático Republicano | 114    | 1,01 / 100,00   | Novo  |
|                         | Outros                          | 455    | 4,03 / 100,00   |       |
| Votos Inválidos         | Votos Inválidos                 | 417    | 3,71 / 100,00   | 0,87  |
| Total                   | Total                           | 11 237 | 100,00 / 100,00 |       |
| Eleitorado/Participação | Eleitorado/Participação         | 22 492 | 49,96 / 100,00  | 5,05  |

| Freguesia                       | %     | %     | %    | %    | %    | Votantes |
| Freguesia                       | PÀF   | PS    | BE   | CDU  | PDR  | Votantes |
| ------------------------------- | ----- | ----- | ---- | ---- | ---- | -------- |
| Calvão                          | 74,80 | 8,92  | 4,12 | 1,18 | 1,08 | 1 020    |
| Fonte de Angeão e Covão do Lobo | 76,72 | 10,11 | 3,31 | 1,44 | 0,25 | 1 177    |
| Gafanha da Boa Hora             | 66,63 | 14,27 | 6,69 | 2,26 | 1,38 | 1 016    |
| Ouca                            | 75,82 | 10,21 | 5,05 | 1,17 | 0,82 | 852      |
| Ponte de Vagos e Santa Catarina | 78,41 | 7,61  | 3,67 | 1,31 | 0,66 | 1 524    |
| Santo André de Vagos            | 82,00 | 5,33  | 3,81 | 1,43 | 0,38 | 1 050    |
| Sosa                            | 68,82 | 14,65 | 5,80 | 2,76 | 1,81 | 1 379    |
| Vagos e Santo António           | 60,67 | 19,11 | 9,13 | 2,36 | 1,24 | 3 219    |
| Vagos                           | 70,72 | 12,73 | 5,89 | 1,88 | 1,01 | 11 237   |

### Vale de Cambra
| Partido                 | Partido                         | Votos  | %               | +/-  |
| ----------------------- | ------------------------------- | ------ | --------------- | ---- |
|                         | Portugal à Frente               | 7 220  | 55,34 / 100,00  | 5,96 |
|                         | Partido Socialista              | 3 019  | 23,14 / 100,00  | 1,02 |
|                         | Bloco de Esquerda               | 1 081  | 8,29 / 100,00   | 4,28 |
|                         | Coligação Democrática Unitária  | 351    | 2,69 / 100,00   | 0,13 |
|                         | Partido Democrático Republicano | 179    | 1,37 / 100,00   | Novo |
|                         | Outros                          | 605    | 4,65 / 100,00   |      |
| Votos Inválidos         | Votos Inválidos                 | 592    | 4,54 / 100,00   | 0,08 |
| Total                   | Total                           | 13 047 | 100,00 / 100,00 |      |
| Eleitorado/Participação | Eleitorado/Participação         | 22 031 | 59,22 / 100,00  | 1,90 |

| Freguesia                               | %     | %     | %    | %    | %    | Votantes |
| Freguesia                               | PÀF   | PS    | BE   | CDU  | PDR  | Votantes |
| --------------------------------------- | ----- | ----- | ---- | ---- | ---- | -------- |
| Arões                                   | 73,25 | 13,75 | 3,13 | 1,13 | 0,88 | 800      |
| Cepelos                                 | 65,09 | 13,91 | 6,04 | 2,89 | 0,92 | 762      |
| Junqueira                               | 73,61 | 11,29 | 4,29 | 1,27 | 0,64 | 629      |
| Macieira de Cambra                      | 43,46 | 32,83 | 9,90 | 3,33 | 1,70 | 2 586    |
| Roge                                    | 59,94 | 25,32 | 6,73 | 1,58 | 1,29 | 1 011    |
| São Pedro de Castelões                  | 55,57 | 21,84 | 8,55 | 2,69 | 1,61 | 4 166    |
| Vila Chã, Codal e Vila Cova de Perrinho | 52,70 | 23,18 | 9,80 | 3,17 | 1,20 | 3 093    |
| Vale de Cambra                          | 55,34 | 23,14 | 8,29 | 2,69 | 1,37 | 13 047   |